# Kanton Saint-Gilles
Der Kanton Saint-Gilles ist seit 1862 ein französischer Wahlkreis im Arrondissement Nîmes, im Département Gard und in der Region Okzitanien. Im Rahmen einer landesweiten Neugliederung der Wahlkreise wurde er 2015 von zwei auf acht Gemeinden erweitert und umfasst seither auch einen nur wenige hundert Einwohner umfassenden Teil der Großstadt Nîmes.

## Gemeinden
Der Kanton besteht aus neun Gemeinden und Gemeindeteilen mit insgesamt 37.804 Einwohnern (Stand: 1. Januar 2022) auf einer Gesamtfläche von 271,76 km²:
| Gemeinde                | Einwohner 1. Januar 2022 | Fläche km² | Dichte Einw./km² | Code INSEE | Postleitzahl |
| ----------------------- | ------------------------ | ---------- | ---------------- | ---------- | ------------ |
| Caveirac                | 4.328                    | 15,20      | 285              | 30075      | 30820        |
| Clarensac               | 4.257                    | 14,49      | 294              | 30082      | 30870        |
| Générac                 | 4.039                    | 24,26      | 166              | 30128      | 30510        |
| Langlade                | 2.297                    | 9,00       | 255              | 30138      | 30980        |
| Milhaud                 | 6.142                    | 18,25      | 337              | 30169      | 30540        |
| Nîmes                   | 446                      | 20,40      | 22               | 30189      | 30000, 30900 |
| Saint-Côme-et-Maruéjols | 797                      | 13,01      | 61               | 30245      | 30870        |
| Saint-Dionisy           | 1.071                    | 3,42       | 313              | 30249      | 30980        |
| Saint-Gilles            | 14.427                   | 153,73     | 94               | 30258      | 30800        |
| Kanton Saint-Gilles     | 37.804                   | 271,76     | 139              | 3019       | –            |

1. ↑   Nur der südliche Teil der Gemeinde, der Rest verteilt sich auf die Kantone Nîmes-1, Nîmes-2, Nîmes-3 und Nîmes-4.

Bis zur landesweiten Neuordnung der französischen Kantone im März 2015 gehörten zum Kanton Saint-Gilles die zwei Gemeinden Générac und Saint-Gilles. Sein Zuschnitt entsprach einer Fläche von 177,99 km2. Er besaß vor 2015 einen anderen INSEE-Code als heute, nämlich 3027.